# Flugplatz Frankfurt-Egelsbach
Flugplatz Frankfurt-Egelsbach, også benævnt Frankfurt Egelsbach Airport (IATA: QEF, ICAO: EDFE), er en regional lufthavn ved byen Egelsbach, Landkreis Offenbach, 17 km syd for Frankfurt am Main, 10 km syd-øst for Flughafen Frankfurt Main, i delstaten Hessen, Tyskland. Den var i 2007 med 76.815 flybevægelser en af landets travleste indenfor "general aviation".

## Historie
Flyvepladsen åbnede i 1955 med en landingsbane af græs og blev hurtig et populært sted for sports- og taxiflyvninger. I 1957 blev der registret 37.000 flybevægelser på stedet. I de efterfølgende år steg trafikken jævnt og i 1966 færdiggjorde man etableringen af en ny start- og landingsbane på knap 1000 meter med asfalt som belægning, og godt 10 år efter i 1977 var der 126.000 start og landinger fra Egelsbach.
3. juli 2004 indviede man forlængelse af landingsbanen med 410 meter til de nuværende 1400 meter. Flyselskabet NetJets der udelukkende operere med business-fly, annoncerede i maj 2009 at det ville købe hovedparten af aktierne i lufthavnen.